# زاناميفير
الزاناميفير (بالإنجليزية: Zanamivir)‏ هو مُضاد فيروسي اكتشف سنة 1989 يُستعمل للوقاية من الإنفلونزا عند البالغين والأطفال ابتداءً من سن الخامسة ضد فيروس الإنفلونزا أ وفيروس الإنفلونزا ب.
وقد نصحت به منظمة الصحة العالمية لعلاج فيروس فيروس الإنفلونزا أ H1N1 المشهور باسم انفلوانزا الخنازير وذلك لتوقي الوفيات والحالات المرضية الوخيمة والحد من فترة المكوث في المستشفى.
حاليا تسوق شركة الأدوية العملاقة جلاكسو سميث كلاين دواء الزاناميفير قي العالم تحت الاسم التجارى ريلينزا (Relenza).